# Lista de episódios de Tô de Graça
Tô de Graça é uma série produzida pelo canal Multishow e co-produzida pela Bossa Nova Produções em parceria com a Rede Globo, dirigida por Marco Rodrigo.  A primeira temporada estreou no dia 7 de novembro de 2017 e teve seu final no dia 04 de dezembro de 2017. Rodrigo Sant'Anna também assinou o texto e a criação do programa. O programa foi tão aceito pelo público, que em 2018, estreou a peça sobre o programa. No mesmo ano, estreou a segunda temporada no dia 30 de agosto.

## Resumo
| Temporada | Temporada | Episódios | Episódios | Exibição              | Exibição               |
| Temporada | Temporada | Episódios | Episódios | Estreia de temporada  | Final de temporada     |
| --------- | --------- | --------- | --------- | --------------------- | ---------------------- |
|           | 1         | 20        | 20        | 7 de novembro de 2017 | 4 de dezembro de 2017  |
|           | 2         | 30        | 30        | 30 de agosto de 2018  | 19 de outubro de 2018  |
|           | 3         | 30        | 30        | 19 de agosto de 2019  | 26 de setembro de 2019 |
|           | 4         | 30        | 30        | 15 de junho de 2020   | 23 de julho de 2020    |
|           | 5         | 25        | 25        | 19 de julho de 2021   | 20 de agosto de 2021   |
|           | 6         | 30        | 30        | 27 de junho de 2022   | 5 de agosto de 2022    |
|           | 7         | 30        | 15        | 29 de abril de 2025   | 16 de maio de 2025     |
|           | 7         | 30        | 15        | 9 de junho de 2025    | 26 de junho de 2025    |

## 1ª Temporada (2017)
| Seq. | Episódio | Título                                     | Estreias               | Código de produção |
| --- | -------- | ------------------------------------------ | ---------------------- | ------------------ |
| 01 | 01       | "Quem É Vivo Não Está Morto!"              | 7 de novembro de 2017  | 101                |
| Graça (Rodrigo Sant'Anna) encontra o marido de saliência com a empregada e a demite. Cansada, resolve fazer um cruzeiro e comemorar sozinha o aniversário de casamento, mas um acidente muda tudo. |          |                                            |                        |                    |
| 02 | 02       | "Todo Mundo Aqui Vai Dançar... Baile Funk" | 8 de novembro de 2017  | 102                |
| Sara Jane (Roberta Rodrigues) quer ser funkeira e tem uma chance ao cruzar com a estrela da "Jaula das Boazudas", Íris Ellen (Viviane Araújo). Ela prende a moça e tenta ocupar seu lugar. Graça se lembra de um grande amor do seu passado. Participações especiaisː Viviane Araújo como Íris Ellen, MC Marcinho como ele mesmo, Allan Pellegrino como Funkeiro. |          |                                            |                        |                    |
| 03 | 03       | "É Doando Que Se Recebe!"                  | 9 de novembro de 2017  | 103                |
| Para comprar eletrodomésticos, Graça doa um de seus pulmões em troca de dinheiro quando Maico (Andy Gercker) estreia na TV comunitária fazendo uma reportagem contra este tipo de atividade. Participações especiaisː Danilo Calegari como Segurança, Marcelo Menezes como Gerente.                                                                               |          |                                            |                        |                    |
| 04 | 04       | "Mudança De Sexo"                          | 10 de novembro de 2017 | 104                |
| Marraia (Evelyn Castro) está decidida a trocar de sexo. Ela recebe o apoio da família, que inicia uma campanha para arrecadar dinheiro. Ao conhecer a médica que irá operá-la, Marraia pensa em desistir do projeto. Participações especiaisː Bruna Bee como Travesti, Cristiana Oliveira como Dr.ª Verônica.                                                     |          |                                            |                        |                    |
| 05 | 05       | "Será Que Eu Sou?"                         | 13 de novembro de 2017 | 105                |
| Após ser dispensado pelo namorado, Maico anuncia para a família que de agora em diante quer namorar meninas, pois está querendo se redescobrir, mas essa decisão dá um nó na sua cabeça e na de Graça, afetando todo mundo. Participações especiaisː Rafael Canedo como Bob, Cinara Leal como Natália.                                                            |          |                                            |                        |                    |
| 06 | 06       | "Graçaleaks"                               | 14 de novembro de 2017 | 106                |
| Abigail (Flávia Garrafa) descobre segredos de Sara Jane no tablet e a chatangeia. Ela, por sua vez, chantageia Maico, usando o mesmo argumento. Graça descobre que toda a família tem alguma coisa para esconder dela. Participações especiaisː Andréa Mattar como Desapegada.                                                                                    |          |                                            |                        |                    |
| 07 | 07       | "Presente de Grego"                        | 15 de novembro de 2017 | 107                |
| Neste episódio de Tô de Graça, Pablo Escobar vem para passar a Páscoa em família e chega com presentes, mas o ovo de chocolate que dá de presente para a mãe (Rodrigo Sant'Anna) pode trazer problemas para todos. |          |                                            |                        |                    |
| 08 | 08       | "Beleza Não Põe Mesa"                      | 16 de novembro de 2017 | 108                |
| Neste Tô de Graça, apesar de ser “totalmente desprovida de beleza”, Briti participa do concurso “Beleza da Comunidade”. Graça (Rodrigo Sant'Anna) não quer que ela sofra decepções, e todos querem cair fora, até que descobrem o valor do prêmio. |          |                                            |                        |                    |
| 09 | 09       | "Casamento Americano"                      | 17 de novembro de 2017 | 109                |
| Neste Tô de Graça, Sara Jane (Roberta Rodrigues) está de casamento marcado e Graça (Rodrigo Sant'Anna) insiste em celebrar numa cerimônia improvisada em sua casa. Sara Jane avisa que o seu escolhido tem defeitos e qualidades, mas é um homem muito experiente e vivido.                                                                                       |          |                                            |                        |                    |
| 10 | 10       | "Falta D'Água Na Cabeça"                   | 20 de novembro de 2017 | 110                |
| Neste episódio, Graça vive o pesadelo de ficar sem água em pleno verão do Rio e descobre que alguém de sua família ou um agregado próximo a ela está deixando o pouco que eles têm fugir pelo ladrão. O mais difícil é descobrir quem é o culpado. |          |                                            |                        |                    |
| 11 | 11       | "Aí Que A Porca Torce O Rabo"              | 21 de novembro de 2017 | 111                |
| Graça chega em casa com muitas cervejas pra vender, tranca todas na despensa e coloca a chave no porquinho onde Briti guarda suas economias. O sumiço inesperado do suíno deixa Briti em pânico, e Graça tenta desvendar o misterioso desaparecimento. |          |                                            |                        |                    |
| 12 | 12       | "Cinema É A Maior Perversão"               | 22 de novembro de 2017 | 112                |
| Neste episódio de Tô de Graça, Seu Miliciano topa produzir um filme para alavancar a retomada na carreira de Sara Jane como atriz, mas Marraia, a irmã marrenta, coloca tudo a perder quando dá em cima da atriz contratada para contracenar com ela. |          |                                            |                        |                    |
| 13 | 13       | "Debutando E Andando"                      | 23 de novembro de 2017 | 113                |
| Neste Tô de Graça, ao encontrar o antigo vestido de debutante de Marraia, Graça (Rodrigo Sant'Anna) volta ao passado e recorda o dia em que obrigou a filha a usá-lo e se lembra de todos os transtornos e confusões que a família se envolveu. |          |                                            |                        |                    |
| 14 | 14       | "Salvo Pelo Combo"                         | 24 de novembro de 2017 | 114                |
| Neste Tô de Graça, uma pane na Internet faz com que os filhos de Graça (Rodrigo Sant'Anna) se revoltem. Miqui é o que mais sofre, pois vive conectado. Para salvá-lo de uma crise de abstinência, Graça entra numa luta com as atendentes de operadoras. |          |                                            |                        |                    |
| 15 | 15       | "Boa Pedida"                               | 27 de novembro de 2017 | 115                |
| Neste episódio de Tô de Graça, após ser abordada por pedintes mal-educados no ponto onde trabalha, Graça (Rodrigo Sant'Anna) cria um tutorial para ensinar a pedir esmolas no sinal com profissionalismo, e alguém muito próximo copia sua ideia. |          |                                            |                        |                    |
| 16 | 16       | "É Golpe"                                  | 28 de novembro de 2017 | 116                |
| Neste episódio, Graça (Rodrigo Sant'Anna) recebe um telefonema avisando que foi premiada com um plano de previdência e precisa depositar dinheiro numa conta e comprar 30 cartões de telefone para receber o prêmio. Ingênua, ela tenta um empréstimo. |          |                                            |                        |                    |
| 17 | 17       | "Filhos Sem Fronteiras"                    | 29 de novembro de 2017 | 117                |
| Neste episódio, no passado, Graça (Rodrigo Sant'Anna) deu dois de filhos para adoção. O casal decide conhecer a mãe e aparece na comunidade. Comovida com o reencontro, Graça os recebe em sua casa, mas os outros filhos ficam enciumados com a atenção. |          |                                            |                        |                    |
| 18 | 18       | "Deu Zica"                                 | 30 de novembro de 2017 | 118                |
| Neste Tô de Graça, com muitas dores no corpo, Graça (Rodrigo Sant'Anna) desiste de trabalhar no sinal. Em casa, descobre que a família está toda doente, menos Moacir, que terá que tomar conta de todos enquanto tenta vender seu elixir repelente. |          |                                            |                        |                    |
| 19 | 19       | "O Último Dia Do Resto Da Minha Vida"      | 01 de dezembro de 2017 | 119                |
| Graça (Rodrigo Sant'Anna) descobre que está com os dias contados. Sem contar pra família, muda de atitude radicalmente, decidida a aproveitar os últimos dias de sua vida. Seus familiares descobrem, decidem homenageá-la e Moacir a pede em casamento. |          |                                            |                        |                    |
| 20 | 20       | "Non Passarón!"                            | 04 de dezembro de 2017 | 120                |
| Neste episódio de Tô de Graça, quando finalmente vai inaugurar sua laje, Graça (Rodrigo Sant'Anna) descobre que a casa será interditada pelas autoridades, pois um viaduto vai passar ali. A empresa inicia as obras, mas Graça teima em ficar. |          |                                            |                        |                    |

## 2ª Temporada (2018)
| Seq. | Episódio | Título                                      | Estreias               | Código de produção |
| --- | -------- | ------------------------------------------- | ---------------------- | ------------------ |
| 21 | 01       | "Cadê As Autoridades?"                      | 30 de agosto de 2018   | 201                |
| Graça continua firme no oficio de pedinte,mas já no primeiro episódio é vítima de um arrastão. Com o susto, ela volta para casa revoltada com a insegurança na cidade e decide se candidatar a representante da comunidade.       |          |                                             |                        |                    |
| 22 | 02       | "Será Que Ela É?"                           | 31 de agosto de 2018   | 202                |
| Graça é procurada pelo diretor do hospital da comunidade.Ele diz que houve uma troca de bebês quando Briti nasceu. A família se revolta e Briti resolve sumir. Todos ficam desesperados.                                          |          |                                             |                        |                    |
| 23 | 03       | "Bebê A Bordo"                              | 03 de setembro de 2018 | 203                |
| Graça descobre que ser barriga de aluguel pode ser um negócio muito lucrativo. Ela então decide alugar sua barriga. Consegue uma entrevista com um casal, porém, após se deparar com Graça e os filhos, eles acabam desistindo.   |          |                                             |                        |                    |
| 24 | 04       | "Elemento Surpresa"                         | 05 de setembro de 2018 | 204                |
| No ponto em que Graça trabalha, aparece uma vendedora de sacolés faturando com as vendas. Graça, que não é boba, resolve investir no mesmo ramo e muitas confusões acontecem.                                                     |          |                                             |                        |                    |
| 25 | 05       | "Um Estranho No Ninho"                      | 06 de setembro de 2018 | 205                |
| Graça decide hospedar um gringo em casa para faturar um dinheiro a mais, obrigando os filhos a dormirem juntos para desocupar um dos quartos.O hóspede é disputado por todos na casa e decide fugir sem pagar a conta.            |          |                                             |                        |                    |
| 26 | 06       | "Na Trave"                                  | 07 de setembro de 2018 | 206                |
| Graça fica sabendo que um olheiro de futebol está circulando na comunidade atrás de um jovem morador. Graça decide treinar Maicon e não dá certo.Descobre-se que o jogador procurado é Marraia.                                   |          |                                             |                        |                    |
| 27 | 07       | "Deu Ruim"                                  | 10 de setembro de 2018 | 207                |
| Graça encontra um ex namorado de Marraia, no sinal.Ele confessa que,mesmo depois de tantos anos,ainda tem interesse na ex.Como o rapaz está num carrão,Graça cresce o olho e o convida para almoçar.A confusão está armada.       |          |                                             |                        |                    |
| 28 | 08       | "Corpo Fechado"                             | 12 de setembro de 2018 | 208                |
| Depois de escapar ilesa de um assalto, Graça ganha fama de iluminada. Briti, então,faz uma promessa louca e está disposta a ir pulando num pé só até Aparecida em agradecimento a mãe ter escapado inteira do assalto.            |          |                                             |                        |                    |
| 29 | 09       | "Vai Malandra"                              | 13 de setembro de 2018 | 209                |
| Graça ganha três ingressos para o show de Anitta, o que vira motivo de disputa entre os filhos que competem entre si para ver quem tem mais motivos e direitos de ser o escolhido para ir assistir a diva pop.                    |          |                                             |                        |                    |
| 30 | 10       | "Eu Me Rendo"                               | 14 de setembro de 2018 | 210                |
| No sinal, Graça descobre que Abgail, está sendo procurada pela polícia, e que estão oferecendo uma recompensa por informações pelo seu paradeiro.                                                                                 |          |                                             |                        |                    |
| 31 | 11       | "A Herdeira"                                | 17 de setembro de 2018 | 211                |
| Graça recebe a notícia que uma ex-patroa sua vai deixar uma boa herança para uma das duas empregadas escolhidas por ela. De olho na grana, Graça pede que seus filhos mudem de atitude e que se comportem mais educadamente.      |          |                                             |                        |                    |
| 32 | 12       | "Tal Mãe Tal Filha"                         | 19 de setembro de 2018 | 212                |
| Uma onda de desemprego rola na comunidade:Graça e Briti perdem o ponto de pedinte para uma facção, Maico é demitido e Marraia é expulsa do sindicato das mototaxistas.A única exceção é Sara Jane, que está cheia de clientes.    |          |                                             |                        |                    |
| 33 | 13       | "Comunidade Tem Talento"                    | 20 de setembro de 2018 | 213                |
| Pará inventa uma forma de arrumar dinheiro e ao mesmo tempo se aproximar da comunidade: ele propõe um show de talentos. Pablo e Abigail se juntam a ele para descolar uma grana como juris do evento.                             |          |                                             |                        |                    |
| 34 | 14       | "O Impostor"                                | 21 de setembro de 2018 | 214                |
| Graça vira alvo de um assaltante após achar uma jóia no sinal onde trabalha. O criminoso tenta se infiltrar na casa de Graça fingindo ser um cabeleireiro, mas o truque não funciona e ele acaba se dando mal.                    |          |                                             |                        |                    |
| 35 | 15       | "Apagando A Velhinha"                       | 24 de setembro de 2018 | 215                |
| Graça decide se inscrever num concurso para concorrer a uma viagem para o exterior, porém, uma das regras do evento é que as candidatas tenham no máximo 35 anos de idade. Graça convence os filhos a mentir para ajudá-la.       |          |                                             |                        |                    |
| 36 | 16       | "Descarga Pesada"                           | 26 de setembro de 2018 | 216                |
| Pablo, o filho bandido de Graça, chega cheio de eletrodomésticos, alegando ter recebido um indulto para comemorar o aniversário com a família. Mas, Miki filma o roubo e percebe que um dos assaltantes é seu irmão.              |          |                                             |                        |                    |
| 37 | 17       | "Tô De Pobre"                               | 27 de setembro de 2018 | 217                |
| Pressionada por Pará a pagar uma dívida pesada, Graça só vê uma saída para sua situação: ser apadrinhada por uma instituição beneficente que está na comunidade procurando famílias em situação precária para ajudar.             |          |                                             |                        |                    |
| 38 | 18       | "Quem Vai Ficar Com Craudio"                | 28 de setembro de 2018 | 218                |
| Craudio, precisando de mais grana precisa arrumar um trabalho e precisa ir embora da comunidade. Graça então, inventa uma obra no segundo andar da sua casa para que o "faz tudo" continue por perto.                             |          |                                             |                        |                    |
| 39 | 19       | "Senhor Juíz, Pare Agora!"                  | 01 de outubro de 2018  | 219                |
| O sonho de Graça é ver um filho casando. E parece que ele está prestes a se realizar: Pablo visita a mãe com a novidade de que conseguiu licença na prisão para se casar.                                                         |          |                                             |                        |                    |
| 40 | 20       | "Uma Babá Quase Perfeita"                   | 03 de outubro de 2018  | 220                |
| Graça está exausta dos filhos que brigam o tempo todo. Seguindo o conselho de Suellen, Graça pede ajuda da Nana, babá do programa de televisão que vai nas casas escolhidas pela produção para consertar seus filhos.             |          |                                             |                        |                    |
| 41 | 21       | "Proposta Super Indecente"                  | 04 de outubro de 2018  | 221                |
| Após salvar Suelen a si mesma de um assalto, Graça recebe toda a gratidão da nova amiga, que se propõe a fazer qualquer coisa para retribuir o gesto heroico.                                                                     |          |                                             |                        |                    |
| 42 | 22       | "Escola De Bandido"                         | 05 de outubro de 2018  | 222                |
| Graça não está nada satisfeita com a situação da segurança na sua comunidade.Depois de fugir de um tiroteio no farol -seu local de trabalho -ela chegou a conclusão que os bandidos da favela estão cada vez menos educados.      |          |                                             |                        |                    |
| 43 | 23       | "Um Hóspede Do Barulho"                     | 08 de outubro de 2018  | 223                |
| Marraia atropela Pará e muito culpada o convida para se restabelecer em sua casa. Graça detesta a ideia,mas ao se tocar de quanto prestígio a presença de Pará pode render, ela muda de opinião,tornando-se mais amável.          |          |                                             |                        |                    |
| 44 | 24       | "Meu Peito Tá Capenga"                      | 10 de outubro de 2018  | 224                |
| Maico, filho de Graça, passa por uma crise com o namorado. Decidido a mudar algo no relacionamento e querendo inovar no visual, ele aposta num implante, mas para surpresa de todos, coloca um peito só.                          |          |                                             |                        |                    |
| 45 | 25       | "Quanto Mais Massagem Melhor"               | 11 de outubro de 2018  | 225                |
| Graça bate boca com uma mulher que rouba a atenção dos motoristas na sua rua de trabalho; Geralda recebe a sobrinha, Sonáira, na sua casa e descobre que ela tem uma rixa antiga com Sara Jane..                                  |          |                                             |                        |                    |
| 46 | 26       | "Parada Gay"                                | 12 de outubro de 2018  | 226                |
| Graça e Briti vendem o jornal do arco-íris, criado por Maico e Marraia para o público LGBT. No sinal de trânsito, reagem a uma cena de preconceito e vão parar na internet. O vídeo projeta Graça como mãe dos gays.              |          |                                             |                        |                    |
| 47 | 27       | "A Extraordinária"                          | 15 de outubro de 2018  | 227                |
| Briti está sendo alvo de bullying por meio de memes com fotos suas depreciando sua aparência e passa a agir de forma estranha. Graça decide chamar uma psicóloga para a filha e a confusão está armada.                           |          |                                             |                        |                    |
| 48 | 28       | "Bumbum Paticumbum Prugurundum"             | 17 de outubro de 2018  | 228                |
| A cantora Pablita gravou um clipe na comunidade de Graça e só se fala disso; Graça e a família ficam sabendo que um dos bumbuns que apareceram no clipe será capa de uma revista; Graça acha que o bumbum bombado é de Sara Jane. |          |                                             |                        |                    |
| 49 | 29       | "É Guerra!"                                 | 18 de outubro de 2018  | 229                |
| Suelen resolve provocar Graça contratando Craudio para trabalhar no bar de Canário, prometendo assinar a carteira de trabalho do rapaz. Craudio se entusiasma, mas Graça não gosta pois sabe das intenções da inimiga.            |          |                                             |                        |                    |
| 50 | 30       | "Perdemo Tudo, Mas Não Perdemo A Dignidade" | 19 de outubro de 2018  | 230                |
| Graça é pega de surpresa por uma chuva torrencial que alaga a cidade. Ao retornar para a comunidade, ela descobre que o prejuízo foi grande e para piorar ela recebe a notícia de que precisa pagar uma multa para o IR.          |          |                                             |                        |                    |

## 3ª Temporada (2019)
| Seq. | Episódio | Título                                 | Estreias               | Código de produção |
| --- | -------- | -------------------------------------- | ---------------------- | ------------------ |
| 51 | 01       | "Um bebê ou bebi?"                     | 19 de agosto de 2019   | 301                |
| No episódio de estreia, Graça suspeita que está grávida, porém não sabe exatamente quem é o pai. Para piorar a situação, a notícia se espalha pela comunidade e Moacir fica desesperado.                  |          |                                        |                        |                    |
| 52 | 02       | "Dieta"                                | 19 de agosto de 2019   | 302                |
| Graça tem alguns episódios de desmaio e os filhos decidem que a mãe precisa fazer uma dieta. A solução de Maico é dar para a mãe um shake de qualidade duvidosa.                                          |          |                                        |                        |                    |
| 53 | 03       | "Deu match"                            | 20 de agosto de 2019   | 303                |
| Graça resolve baixar um aplicativo de relacionamento no seu celular e descobre um homem misterioso e com "grandes" atributos. Graça, curiosa, resolve pular a cerca.                                      |          |                                        |                        |                    |
| 54 | 04       | "Comunhão de bens"                     | 21 de agosto de 2019   | 304                |
| Graça está revoltada com Moacir, que além de não trabalhar, está viciado em jogo do bicho, e acaba por expulsá-lo de casa. O que ela não imagina é que a sorte vai sorrir para Moacir.                    |          |                                        |                        |                    |
| 55 | 05       | "É um pássaro? É um avião? É a Briti?" | 22 de agosto de 2019   | 305                |
| Briti é contratada por Pará para um novo trabalho, mas não tem ideia de que está sendo usada como "avião" para contrabando.                                                                               |          |                                        |                        |                    |
| 56 | 06       | "Levando a fama"                       | 23 de agosto de 2019   | 306                |
| Maico está morrendo de inveja de Sara Jane depois que ela foi convidada para um teste na TV e tenta chamar atenção sendo digital influencer. Mas o vencedor da disputa pela fama surpreende a todos.      |          |                                        |                        |                    |
| 57 | 07       | "Canta, canta, minha gente!"           | 26 de agosto de 2019   | 307                |
| Por conta de seu ciúme pela mulher, Marraia é obrigada a fazer um bico no bar de Suelen. O jogo vira quando Marraia dá em cima de Suelen, causando ciúme na esposa e gerando uma confusão daquelas.       |          |                                        |                        |                    |
| 58 | 08       | "Fruto proibido"                       | 27 de agosto de 2019   | 308                |
| Sempre em busca de um grande amor, Briti interpreta mal o jeito carinho da cunhada Sonaira e resolve investir nesse fruto proibido.                                                                       |          |                                        |                        |                    |
| 59 | 09       | "A substituta"                         | 28 de agosto de 2019   | 309                |
| Briti decide sair de casa e largar o trabalho no sinal com Graça, visando sua independência financeira. Graça aproveita para alugar o quarto da filha, mas o ciúme de Briti atrapalha os planos das duas. |          |                                        |                        |                    |
| 60 | 10       | "Cabelo, cabeleira"                    | 29 de agosto de 2019   | 310                |
| Maico decide investir sua rescisão no seu próprio negócio: Um salão de cabelereiro. Só não esperava se apaixonar pelo seu funcionário.                                                                    |          |                                        |                        |                    |
| 61 | 11       | "Foi Engano"                           | 30 de agosto de 2019   | 311                |
| Moacir desaparece por um dia e Graça começa a receber ligações vindas do celular dele, dizendo que ele foi sequestrado.                                                                                   |          |                                        |                        |                    |
| 62 | 12       | "Nasce uma Estrela"                    | 02 de setembro de 2019 | 312                |
| Graça está muito orgulhosa porque Maico é a nova estrela de uma campanha do governo e espalha a notícia para toda a comunidade. Porém, o sucesso acaba subindo à cabeça dele.                             |          |                                        |                        |                    |
| 63 | 13       | "Bebeu, Surtou"                        | 03 de setembro de 2019 | 313                |
| Pablo e Maico estão fabricando um energético caseiro que causa muitas reações em quem o bebe. Briti, Maico e Marraia experimentam e ficam totalmente alterados.                                           |          |                                        |                        |                    |
| 64 | 14       | "O Inquilino"                          | 04 de setembro de 2019 | 314                |
| O puxadinho de Marraia vira um quarto de aluguel nas mãos de Sara Jane, que o aluga para um homem lindo. Graça gosta, pois ele está colocando dinheiro para dentro de casa.                               |          |                                        |                        |                    |
| 65 | 15       | "A Promessa"                           | 05 de setembro de 2019 | 315                |
| Briti sofre uma tentativa de assalto no sinal e Graça faz uma promessa que ficará um dia sem mentir após a filha ter escapado ilesa.                                                                      |          |                                        |                        |                    |
| 66 | 16       | "Pronto, Rifei!"                       | 06 de setembro de 2019 | 316                |
| Graça quer ganhar dinheiro no ramo das rifas e oferece um jantar com Sara Jane como prêmio. Porém, um imprevisto a impede de ir ao encontro e Maico vai em seu lugar.                                     |          |                                        |                        |                    |
| 67 | 17       | "Laços de Família"                     | 09 de setembro de 2019 | 317                |
| Graça anda saudosa ao comparar Moacir com Clovis, uma paixão do passado. As coisas pioram quando Graça reencontra o ex namorando justamente sua filha, Sara Jane.                                         |          |                                        |                        |                    |
| 68 | 18       | "Rainha da Comunidade"                 | 10 de setembro de 2019 | 318                |
| Graça vira jurada no concurso "Rainha da Comunidade", que dará um prêmio em dinheiro para a vencedora, mas os interesses pessoais dos jurados podem interferir no resultado da votação.                   |          |                                        |                        |                    |
| 69 | 19       | "Vai Tomar Banho"                      | 11 de setembro de 2019 | 319                |
| Embora Graça ache pouco provável, a vizinhança anda dizendo que Moacir está pulando a cerca, e todas as circunstâncias levam a crer que ela está errada.                                                  |          |                                        |                        |                    |
| 70 | 20       | "Traição Não Tem Perdão"               | 12 de setembro de 2019 | 320                |
| Ao mesmo tempo em que Graça divaga sobre traição e dá em cima de Fravio, Sonaira descobre que Marraia a traiu. Marraia pede ajuda da família em um plano para ser perdoada.                               |          |                                        |                        |                    |
| 71 | 21       | "Cheia de Gás"                         | 13 de setembro de 2019 | 321                |
| O preço do botijão de gás na comunidade está um absurdo. Graça então decide comercializar o produto por conta própria, mesmo sabendo que é contra as leis da milícia.                                     |          |                                        |                        |                    |
| 72 | 22       | "Calores"                              | 16 de setembro de 2019 | 322                |
| Graça tem uma crise de calores, o ar condicionado está quebrado e a comunidade está em guerra. Ela sai em meio aos tiros e acaba virando heroína na comunidade.                                           |          |                                        |                        |                    |
| 73 | 23       | "Refém de uma Paixão"                  | 17 de setembro de 2019 | 323                |
| Briti se apaixona por um bandido e começa a se articular para ajudá-lo dentro da prisão. O que ela não sabe é que o bandido, amigo de seu irmão Pablo, está apenas usando-a para armar sua fuga.          |          |                                        |                        |                    |
| 74 | 24       | "Ela é o cão"                          | 18 de setembro de 2019 | 324                |
| Percebendo a lucratividade que gera um hotel pra cachorro, Graça decide hospedar um cão em sua casa. |          |                                        |                        |                    |
| 75 | 25       | "Passa no crédito"                     | 19 de setembro de 2019 | 325                |
| Graça pede o cartão de crédito de Marraia emprestado pra pedir comida por aplicativo, mas acaba se empolgando e gastando além da conta.                                                                   |          |                                        |                        |                    |
| 76 | 26       | "Mulher Barbada"                       | 20 de setembro de 2019 | 326                |
| Briti ouve a conversa de Graça e Sara sobre a chegada do circo na comunidade. Sem contar a ninguém, decide tomar o hormônio masculino de Marraia para se candidatar à vaga de Mulher Barbada.             |          |                                        |                        |                    |
| 77 | 27       | "Largando o Vício"                     | 23 de setembro de 2019 | 327                |
| Moacir sóbrio se torna um transtorno para todos. Além de perturbar Graça em casa, dá prejuízo para Maico no bar. Por conta da crise nos negócios, Maico acaba vendendo bebida para as irmãs.              |          |                                        |                        |                    |
| 78 | 28       | "Trago a Pessoa Amada em 3 dias"       | 24 de setembro de 2019 | 328                |
| Geralda está com sua mediunidade aguçada e começa a prever o futuro. Graça, que não é boba, planeja tirar vantagem do dom da vizinha.                                                                     |          |                                        |                        |                    |
| 79 | 29       | "Sofá dado não se olha os dentes"      | 25 de setembro de 2019 | 329                |
| Marraia avisa Graça que está rolando uma liquidação de sofás. Graça dá o antigo para a vizinha antes de comprar o novo e acaba sem sofá.                                                                  |          |                                        |                        |                    |
| 80 | 30       | "Mulher Bomba"                         | 26 de setembro de 2019 | 330                |
| Graça decide se vestir de mulher bomba pra aproveitar melhor uma mega promoção do mercado do bairro sem ser incomodada por ninguém.                                                                       |          |                                        |                        |                    |

## 4ª Temporada (2020)
| Seq. | Episódio | Título                          | Estreias            | Código de produção |
| --- | -------- | ------------------------------- | ------------------- | ------------------ |
| 81 | 01       | "Partiu Piscinão"               | 15 de junho de 2020 | 401                |
| Graça deu à luz a Shubakira, sua 14ª filha. Para equilibrar as contas, ela passa a licenciar franquias do seu empreendimento de pedintes, além de inaugurar um super piscinão na comunidade onde mora.                                                                  |          |                                 |                     |                    |
| 82 | 02       | "Um Dia Belo"                   | 15 de junho de 2020 | 402                |
| Graça foi sorteada em uma promoção e vai assistir ao show do cantor Belo na área VIP. Ela também tem o privilégio de ser buscada em casa pelo cantor. O único problema é não saber com quem deixar sua caçula, Shubakira. Participações especiaisː Belo como ele mesmo. |          |                                 |                     |                    |
| 83 | 03       | "Favela Star"                   | 16 de junho de 2020 | 403                |
| Uma produtora estrangeira de filmes está procurando por uma atriz local pra atuar em seu novo filme. Graça acha que é a chance de Briti se tornar uma estrela, mas Maico também decide se candidatar à vaga.                                                            |          |                                 |                     |                    |
| 84 | 04       | "Imagem é Tudo!"                | 17 de junho de 2020 | 404                |
| A franquia de pedintes de Graça não vai muito bem, mas o interesse de um investidor faz com que a moça finja que tudo está perfeito. Ela faz de tudo para conseguir empurrar a franquia para o interessado.                                                             |          |                                 |                     |                    |
| 85 | 05       | "Deu Cupim"                     | 18 de junho de 2020 | 405                |
| Maico vai apresentar Júlio Cesar, seu noivo, à família, justamente quando Graça descobre que cupins estão destruindo a mobília da casa. O rapaz visita a família, mas Graça o confunde com o exterminador de cupins que contratou.                                      |          |                                 |                     |                    |
| 86 | 06       | "Ai, Portugal, Portugal"        | 19 de junho de 2020 | 406                |
| Briti recebe a grande chance de trabalhar em Portugal. Graça contrata um professor excêntrico para ensinar os truques da língua para a menina, mas talvez ele não tenha sido a melhor opção.                                                                            |          |                                 |                     |                    |
| 87 | 07       | "Bodas de Velcro"               | 22 de junho de 2020 | 407                |
| Marraia e Sonaira planejam uma festa para comemorar as bodas de casamento. Vera, mãe de Sonaira, também é convidada, mas ela não sabe que sua filha é lésbica. Então, a família faz um grande malabarismo para tentar esconder o segredo.                               |          |                                 |                     |                    |
| 88 | 08       | "A Fraude da Fralda"            | 23 de junho de 2020 | 408                |
| Para ganhar um ano de mensalidades da creche de Shubakira, Graça precisa provar que é responsável e que todo seu consumo é sustentável. Como isso não é verdade, ela usa alguns artifícios para preencher os requisitos.                                                |          |                                 |                     |                    |
| 89 | 09       | "Beleza Madura do Piscinão"     | 24 de junho de 2020 | 409                |
| O concurso Beleza Madura da Comunidade, promovido pelo bar do Canário, movimenta a vizinhança. Graça descobre que Geralda será sua concorrente e procura um jeito de eliminar a adversária.                                                                             |          |                                 |                     |                    |
| 90 | 10       | "Eu Nasci Assim"                | 25 de junho de 2020 | 410                |
| Maico quer participar de uma festa com os amigos sarados de Sonaira. O rapaz tenta se encaixar no perfil do grupo e ficar forte e bonito como eles até o dia do evento.                                                                                                 |          |                                 |                     |                    |
| 91 | 11       | "O Inimigo Mora ao Lado"        | 26 de junho de 2020 | 411                |
| Uma briga entre Marraia e Sonaira, incentivada por Graça, faz com que o casal se separe e Sonaira vá trabalhar no bar do Canário. Graça precisa da ajuda dos filhos para enfrentar a sua nova concorrente.                                                              |          |                                 |                     |                    |
| 92 | 12       | "A Dona do Morro"               | 29 de junho de 2020 | 412                |
| Pablo assume interinamente o posto de dono do morro e já descola uma primeira dama pra comunidade. Mas, o ciúme de Graça com o filho deixa as coisas bem difíceis para Teresinha.                                                                                       |          |                                 |                     |                    |
| 93 | 13       | "Sonho da Casa Própria"         | 30 de junho de 2020 | 413                |
| Graça se vê desamparada ao saber que vai morar fora de casa e decide comprar um apartamento no mesmo prédio que ela. Julio Cesar pede Maico em casamento, que só aceita se também forem morar no novo prédio.                                                           |          |                                 |                     |                    |
| 94 | 14       | "'É dia de Feira"               | 01 de julho de 2020 | 414                |
| Ao ver o crescimento do mercado de produtos orgânicos, Graça resolve dar uma atenção a este ramo. Mas, como o investimento é alto e os resultados são demorados, ela resolve dar uma forcinha na produção.                                                              |          |                                 |                     |                    |
| 95 | 15       | "Enfim, Férias"                 | 02 de julho de 2020 | 415                |
| Graça aluga uma casa de praia pela internet para as férias de família. Porém, ao perceber que caiu num golpe, precisa acampar com a família na própria laje, já que alugou seu barraco para um casal.                                                                   |          |                                 |                     |                    |
| 96 | 16       | "Quentinha Tudo Dentro"         | 03 de julho de 2020 | 416                |
| Os gastos com Shubakira têm sido altos e Graça aproveita o (surpreendente) talento de Briti na cozinha para vender quentinhas na comunidade. Ela só não contava que teria problemas com Pará em seu novo negócio.                                                       |          |                                 |                     |                    |
| 97 | 17       | "Laticínios"                    | 06 de julho de 2020 | 417                |
| O nascimento da 14ª filha de Graça, Shubakira, intensifica sua produção de leite. Ela vê ali uma chance aumentar sua renda, e resolve vender o leite e seus derivados feitos a partir do excesso de sua produção.                                                       |          |                                 |                     |                    |
| 98 | 18       | "Ruim com Ele, Pior sem Ele!"   | 07 de julho de 2020 | 418                |
| Moacir é preso e Graça precisa pagar a fiança para que ele seja liberado. Ao ficar livre, porém, Graça o expulsa de casa. Geralda acolhe Moacir, mas acaba comprando uma grande briga com Graça.                                                                        |          |                                 |                     |                    |
| 99 | 19       | "Mãos de Fada"                  | 08 de julho de 2020 | 419                |
| As massagens de Geralda têm dado o que falar na comunidade de Graça. Com inveja do sucesso da vizinha, Graça ataca como massagista. Mas, sem experiência, precisa recorrer a alguns artifícios para atrair a clientela.                                                 |          |                                 |                     |                    |
| 100 | 20       | "Vendedora Diamante"            | 09 de julho de 2020 | 420                |
| Suellen é a nova revendedora de uma linha de produtos de revista. Graça e Sara Jane entram para o negócio e passam a competir pelo prêmio oferecido à Vendedora Diamante da empresa.                                                                                    |          |                                 |                     |                    |
| 101 | 21       | "Vivo ou Morto"                 | 10 de julho de 2020 | 421                |
| Uma rebelião no presídio de Pablo deixa Graça preocupada. Mas a notícia de que pode receber uma indenização do governo por causa do incidente chega na mesma hora que Pablo reaparece. Graça, agora, tem um dilema para resolver.                                       |          |                                 |                     |                    |
| 102 | 22       | "O Padrinho"                    | 13 de julho de 2020 | 422                |
| Graça vai batizar Shubakira e, ao perceber que três pessoas foram convidadas para a mesma função, marca três horários diferentes para três eventos, evitando que os padrinhos descubram a confusão.                                                                     |          |                                 |                     |                    |
| 103 | 23       | "Negócios em Família"           | 14 de julho de 2020 | 423                |
| Graça acredita que a única maneira de um negócio prosperar é quando é gerido pela família. Ela só não contava que a família acaba contratando terceirizados que podem colocar tudo a perder.                                                                            |          |                                 |                     |                    |
| 104 | 24       | "Pesque e Pague"                | 15 de julho de 2020 | 424                |
| Aproveitando uma promoção do carro do peixe, Graça transforma o Piscinão em um Pesque e Pague. Toda família ajuda no novo empreendimento, mas uma obra na comunidade pode atrapalhar os negócios de Graça.                                                              |          |                                 |                     |                    |
| 105 | 25       | "Ri Sorte"                      | 16 de julho de 2020 | 425                |
| Graça percebe que pode ganhar mais dinheiro transformando sua casa com piscina e bar em um resort. A matrona então decide colocar os filhos para trabalhar no que chama de "Ri Sorte", mas a família tem o dom para confusão.                                           |          |                                 |                     |                    |
| 106 | 26       | "Um Piscineiro de Novela"       | 17 de julho de 2020 | 426                |
| Após cruzar com um homem lindo no sinal, Graça decide que quer um piscineiro lindo como um galã de novela. Só que o bonitão terá que ralar para deixar a piscina pronta a tempo do almoço dançante na comunidade.                                                       |          |                                 |                     |                    |
| 107 | 27       | "Família Feliz Enriquece Junta" | 20 de julho de 2020 | 427                |
| A família de Graça se cansa de ter que trabalhar em empreendimentos furados e todos decidem se rebelar trabalhando no bar do Canário. Graça promete fazer da vida deles um inferno.                                                                                     |          |                                 |                     |                    |
| 108 | 28       | "Plantinha da Paz"              | 21 de julho de 2020 | 428                |
| Inspirada por uma campanha de combate ao desmatamento que promete um prêmio em dinheiro, Graça encomenda mudas com o filho Pablo. Como ele não consegue entregá-las, Graça pega emprestados os vasos da vizinha Keila.                                                  |          |                                 |                     |                    |
| 109 | 29       | "Meu Carro é Zero"              | 22 de julho de 2020 | 429                |
| Graça é sorteada em um consórcio e finalmente pode pegar seu carro zero quilômetro, que pretende usar como isca para atrair a atenção de Frávio. Mas a pressa de Graça pode lhe trazer problemas.                                                                       |          |                                 |                     |                    |
| 110 | 30       | "Pão com Açúcar"                | 23 de julho de 2020 | 430                |
| Graça decide transformar a comunidade em um ponto turístico mais badalado que o Corcovado para poder ganhar muito dinheiro cobrando caro pela visitação, e o lugar passa a se chamar "Pão com Açúcar".                                                                  |          |                                 |                     |                    |

## 5ª Temporada (2021)
| Seq. | Episódio | Título                                         | Estreias             | Código de produção |
| --- | -------- | ---------------------------------------------- | -------------------- | ------------------ |
| 111 | 01       | "O Arraiá"                                     | 19 de julho de 2021  | 431                |
| Com boatos de que haverá uma grande festa junina no conjunto habitacional só para seus moradores, Graça se vê motivada a organizar o melhor arraiá que a comunidade já viu.                                               |          |                                                |                      |                    |
| 112 | 02       | "Baile Pesadão"                                | 20 de julho de 2021  | 432                |
| Graça está animadíssima com o baile funk na beira da piscina e aproveita para lucrar com o evento. Porém, um morador do prédio revoltado com o barulho faz um abaixo-assinado para finalizar a bagunça.                   |          |                                                |                      |                    |
| 113 | 03       | "A Guerra dos Selos"                           | 21 de julho de 2021  | 433                |
| Graça fica animada com a promoção do supermercado e começa uma busca desenfreada para juntar selos. |          |                                                |                      |                    |
| 114 | 04       | "Quem Ama o Feio, Bonito lhe Parece"           | 22 de julho de 2021  | 434                |
| Assustada com a possibilidade de Briti procriar com Vilso, Graça contrata um garoto de programa para a filha desistir do feioso, mas a visita da mãe de Vilso estraga os planos de Graça.                                 |          |                                                |                      |                    |
| 115 | 05       | "Perdendo a Linha"                             | 23 de julho de 2021  | 435                |
| Graça está fazendo home office de costureira para uma empresa, mas uma descoberta faz ela abrir um novo negócio. |          |                                                |                      |                    |
| 116 | 06       | "A Pelada da Marraia"                          | 26 de julho de 2021  | 436                |
| A comunidade está animada com a partida de futebol feminino. Graça é a chefe de torcida junto com Maico e Briti, a mascote. Marraia se desconcentra no jogo após a entrada de uma bela atacante.                          |          |                                                |                      |                    |
| 117 | 07       | "Tudo que vai, Volta"                          | 27 de julho de 2021  | 437                |
| Briti se inscreve nas Olimpíadas de Matemática da comunidade e consegue chegar à final, valendo um premio em dinheiro. Abalada com o término de seu namoro, ela não quer mais fazer a prova, deixando Graça enlouquecida. |          |                                                |                      |                    |
| 118 | 08       | "Doce da Graça"                                | 28 de julho de 2021  | 438                |
| No dia de São Cosme e Damião, a rivalidade com Deise mobiliza Graça a fazer o melhor saco de doces da comunidade. |          |                                                |                      |                    |
| 119 | 09       | "Sertanejando"                                 | 29 de julho de 2021  | 439                |
| Sara Jane conhece um cantor sertanejo famoso e tira onda dizendo para todos que está namorando. Maico fica alucinado com o caso da irmã e faz de tudo pra chamar a atenção do cantor.                                     |          |                                                |                      |                    |
| 120 | 10       | "Encanamento de Ouro"                          | 30 de julho de 2021  | 440                |
| Graça precisa trocar a tubulação de casa após um grande vazamento. Ao começar a cavar, ela descobre uma garrafa com indicações de que o antigo proprietário, que já foi o dono do morro, escondeu por ali um tesouro.     |          |                                                |                      |                    |
| 121 | 11       | "Amor Proibido"                                | 02 de agosto de 2021 | 441                |
| Maico se apaixona por Torneirinha, um traficante do Morro rival. Começa a receber muitos presentes do crush. Graça aprova o namoro e tira proveito da situação. Pará fica sabendo e exige o término da relação.           |          |                                                |                      |                    |
| 122 | 12       | "Briti Grávida"                                | 03 de agosto de 2021 | 442                |
| Briti quer engravidar de Vilso de qualquer jeito. Graça fica desesperada com a possibilidade deles perpetuarem a espécie, é totalmente contra e faz de tudo pra impedir.                                                  |          |                                                |                      |                    |
| 123 | 13       | "Perdas e Danos"                               | 04 de agosto de 2021 | 443                |
| Graça leva um tombo em casa e passa a ter lapsos de memória, porém se recusa a procurar um médico. |          |                                                |                      |                    |
| 124 | 14       | "Quem te Viu, Quem te Vê"                      | 05 de agosto de 2021 | 444                |
| Preocupada com as despesas do mês, Graça recebe o telefonema de um ex-patrão muito rico que quer visitá-la. Graça então prepara uma recepção para o velho.                                                                |          |                                                |                      |                    |
| 125 | 15       | "A Galinha Chorou"                             | 06 de agosto de 2021 | 445                |
| Com contas de água atrasadas e sendo cobrada por Pará, Graça vê através de Pablo uma oportunidade de ouro, ou melhor, de ovo.                                                                                             |          |                                                |                      |                    |
| 126 | 16       | "Não me TOC"                                   | 09 de agosto de 2021 | 446                |
| Enfrentando o stress pós-traumático da traição de Moacir, que fugiu com Geralda, e a traição de Moreira, Graça desenvolve uma série de TOCs variados, deixando a rotina da casa e a vida dos filhos ainda mais caótica.   |          |                                                |                      |                    |
| 127 | 17       | "Briti em Festa"                               | 10 de agosto de 2021 | 447                |
| Todos se esquecem do aniversário de Briti que, arrasada, faz sua própria festa surpresa; Maico faz bico na coluna de um site gay e convida uma Drag para uma sessão de fotos na comunidade.                               |          |                                                |                      |                    |
| 128 | 18       | "Água Mole, Pedra Dura"                        | 11 de agosto de 2021 | 448                |
| Um exame de sangue obriga Moreira a levar uma vida mais saudável. Com isso, ele retoma sua virilidade. Porém, o que parece bom aos olhos de Graça, pode trazer muita dor de cabeça.                                       |          |                                                |                      |                    |
| 129 | 19       | "Favela Pop"                                   | 12 de agosto de 2021 | 449                |
| Graça conhece uma mulher no sinal e vê a possibilidade de ganhar dinheiro produzindo o evento Favela Pop na comunidade.                                                                                                   |          |                                                |                      |                    |
| 130 | 20       | "O Luxo e o Lixo"                              | 13 de agosto de 2021 | 450                |
| Maico fica obcecado com uma premiação em dinheiro oferecida por uma marca de refrigerante; o lixeiro para de passar na comunidade, e os moradores do conjunto criam um lixão bem em frente à casa de Graça.               |          |                                                |                      |                    |
| 131 | 21       | "Mais Vale um Óvulo na Mão do que Dois Voando" | 16 de agosto de 2021 | 451                |
| Achando que está novamente grávida, Graça vai ao médico e descobre que os sintomas são de menopausa e que não poderá ter mais filhos.                                                                                     |          |                                                |                      |                    |
| 132 | 22       | "Contatos Imediatos"                           | 17 de agosto de 2021 | 452                |
| Pablo está trabalhando para uma facção rival, usa um drone sobre a comunidade e acaba criando um alvoroço. Muitos moradores acham que se trata de um disco voador. Graça questiona se existe vida em outros planetas.     |          |                                                |                      |                    |
| 133 | 23       | "Fetiche"                                      | 18 de agosto de 2021 | 453                |
| Graça fica enciumada após Moreira finalmente arrumar um emprego e faz de tudo para que o namorado seja demitido. Graça tem também um outro problema: seu apetite sexual sumiu.                                            |          |                                                |                      |                    |
| 134 | 24       | "Amiga da Onça"                                | 19 de agosto de 2021 | 454                |
| Endividada, Graça resolve pedir ajuda financeira à Cleonice, uma amiga antiga. Cleonice, decide ajudá-la e faz uma visita à comunidade. Porém, Graça descobre que Cleonice e Moreira tiveram um caso no passado.          |          |                                                |                      |                    |
| 135 | 25       | "Olha no Meu Olho"                             | 20 de agosto de 2021 | 455                |
| Graça se vicia num programa criminal sensacionalista e aproveita que há um ladrão na comunidade para fazer uma denúncia. O programa visita a comunidade, e Graça se compromete a ajudar o repórter a encontrar o bandido. |          |                                                |                      |                    |

## 6ª Temporada (2022)
| Seq. | Episódio | Título                                      | Estreias            | Código de produção |
| --- | -------- | ------------------------------------------- | ------------------- | ------------------ |
| 136 | 01       | "A Rainha do Bonde do Lixão"                | 27 de junho de 2022 | 456                |
| A piscina é desativada e vira depósito de lixo. Graça, que está com síndrome do ninho vazio após os filhos saírem de casa, passa a levar para casa objetos sem valor que encontra por ali.     |          |                                             |                     |                    |
| 137 | 02       | "Disputa Acirrada"                          | 28 de junho de 2022 | 457                |
| Graça é disputada por Moacir e Moreira, que fazem de tudo para conseguir ter o coração da amada de forma exclusiva.                                                                            |          |                                             |                     |                    |
| 138 | 03       | "Casamento de Briti"                        | 29 de junho de 2022 | 458                |
| Depois de um tempo morando juntos, Briti e Vilso decidem se casar. Toda a família se mobiliza para o evento.                                                                                   |          |                                             |                     |                    |
| 139 | 04       | "A Dona do Morro Todo"                      | 30 de junho de 2022 | 459                |
| Maico fica um nojo depois de assumir o posto de primeira-dama da comunidade, e tira a paz de todos com as suas novas manias e exigências.                                                      |          |                                             |                     |                    |
| 140 | 05       | "Engajamento no Feed dos Outros É Refresco" | 1 de julho de 2022  | 460                |
| Graça faz parcerias com os comerciantes da comunidade em troca de publicações patrocinadas na rede social de Briti, mas a filha se dá conta de que não tem vocação para ser influenciadora.    |          |                                             |                     |                    |
| 141 | 06       | "Samba no Pé"                               | 4 de julho de 2022  | 461                |
| O carnaval se aproxima e um carnavalesco da Mangueira visita a comunidade. Agora, todos querem petiscar uma vaga para sambar na avenida.                                                       |          |                                             |                     |                    |
| 142 | 07       | "Segue de Volta"                            | 5 de julho de 2022  | 462                |
| Graça se sente carente por conta da falta dos filhos. Ela decide canalizar sua energia para cuidar de si mesma e se torna uma blogueira da terceira idade.                                     |          |                                             |                     |                    |
| 143 | 08       | "Pulando a Cerca Errada"                    | 6 de julho de 2022  | 463                |
| Marraia chega machucada na casa de Graça, fingindo que sofreu um acidente no teleférico. Na verdade, ela foi flagrada por Sonaira com outra peguete e se machucou ao pular da janela.          |          |                                             |                     |                    |
| 144 | 09       | "Prova de Amor Também Dói"                  | 7 de julho de 2022  | 464                |
| Graça quer fazer uma surpresa para Moreira e tatuar o nome dele no alto do glúteo, mas na hora H descobre que o nome escrito foi o de Moacir.                                                  |          |                                             |                     |                    |
| 145 | 10       | "Que Falta!"                                | 8 de julho de 2022  | 465                |
| Sentindo falta dos filhos que não a visitam mais, Graça finge estar doente para que eles apareçam.                                                                                             |          |                                             |                     |                    |
| 146 | 11       | "De Volta pro Passado"                      | 11 de julho de 2022 | 466                |
| Em seu aniversário, Graça fica presa no funicular da comunidade durante uma tempestade. Para piorar a situação, o assento dela é atingido por um raio.                                         |          |                                             |                     |                    |
| 147 | 12       | "Ninguém Entra e Ninguém Sai"               | 12 de julho de 2022 | 467                |
| Marraia desacredita das mulheres após descobrir que Sonaira a traiu e decide se jogar nos braços de um rapaz, Maranhão. Graça conhece o figura e desconfia do caráter dele.                    |          |                                             |                     |                    |
| 148 | 13       | "Passando o Pano"                           | 13 de julho de 2022 | 468                |
| Graça fica irritada pois, apesar de terem ido embora, seus filhos continuam usar a máquina de lavar roupa da mãe. Ela resolve fazer as roupas dos herdeiros de pano de chão e vender no sinal. |          |                                             |                     |                    |
| 149 | 14       | "Dia de Princesa"                           | 14 de julho de 2022 | 469                |
| A primeira-dama do morro rival vai se casar e escolhe o salão de Maico para o "dia de princesa" dela. Ele fica dividido entre trair a confiança de Pará ou receber a generosa gorjeta da moça. |          |                                             |                     |                    |
| 150 | 15       | "Tô de Greve"                               | 15 de julho de 2022 | 470                |
| Os funcionários do funicular entram em greve por falta de verba e ameaçam desligar a central de distribuição de energia. Graça se desespera por medo de perder seu "gato" de luz.              |          |                                             |                     |                    |
| 151 | 16       | "Não Tá Fácil pra Ninguém"                  | 18 de julho de 2022 | 471                |
| Insatisfeita com as condições de trabalho impostas por Graça, Briti pede demissão e decide lutar por sua independência financeira pedindo esmola no funicular.                                 |          |                                             |                     |                    |
| 152 | 17       | "Festa Surpresa"                            | 19 de julho de 2022 | 472                |
| Graça começa a ficar surda, mas se recusa a ir ao médico para tratar o problema. |          |                                             |                     |                    |
| 153 | 18       | "Boquinha de Veludo"                        | 20 de julho de 2022 | 473                |
| Graça recebe um aparelho dentário, em um ato de caridade de um dentista, para corrigir sua arcada.                                                                                             |          |                                             |                     |                    |
| 154 | 19       | "Um Problema Cabeludo"                      | 21 de julho de 2022 | 474                |
| Graça quer realizar uma fantasia erótica de Moacir e usa uma lace que Maico fez por encomenda para uma cliente, mas acaba passando piolho.                                                     |          |                                             |                     |                    |
| 155 | 20       | "Larga Meu Bofe"                            | 22 de julho de 2022 | 475                |
| Graça fica preocupada com Maico, que, apesar de finalmente ter engatado um romance com Pará, anda muito desanimado.                                                                            |          |                                             |                     |                    |
| 156 | 21       | "Prejuízo em Dobro"                         | 25 de julho de 2022 | 476                |
| Graça decide investir nela mesma e compra um equipamento para malhar parcelado em 10 vezes. Ela coloca o aparelho no antigo quarto de Maico e doa tudo que o filho deixou por lá.              |          |                                             |                     |                    |
| 157 | 22       | "Pra Gringo É Mais Caro"                    | 26 de julho de 2022 | 477                |
| Graça fica sabendo que uma excursão de turistas gringos vai passar pelo teleférico da comunidade e prepara uma venda especial para ganhar alguns dólares.                                      |          |                                             |                     |                    |
| 158 | 23       | "Garota Funicular"                          | 27 de julho de 2022 | 478                |
| Um concurso é organizado para escolher a Garota Funicular, que fará uma campanha para atrair mais turistas para a comunidade. Graça e seus filhos se agitam para participar.                   |          |                                             |                     |                    |
| 159 | 24       | "Investe em Mim"                            | 28 de julho de 2022 | 479                |
| Graça se acha a dona do salão de beleza de Maico, por ser mãe dele, e quer fazer procedimentos estéticos de graça todo dia. Para isso, ela acaba passando na frente de clientes.               |          |                                             |                     |                    |
| 160 | 25       | "Ô Sorte"                                   | 29 de julho de 2022 | 480                |
| Graça fica desocupada sem ter os filhos em casa e começa a participar de vários sorteios na internet. Tudo muda quando ela é selecionada para uma reforma em sua casa.                         |          |                                             |                     |                    |
| 161 | 26       | "Meu Tijolo, Minha Vida"                    | 1 de agosto de 2022 | 481                |
| Pablo está vendendo tijolos sustentáveis na comunidade. Graça o apoia e o negócio cresce. |          |                                             |                     |                    |
| 162 | 27       | "Aluguei Meu Coração"                       | 2 de agosto de 2022 | 482                |
| Graça aluga um dos quartos de sua casa para um cineasta se hospedar e fazer um documentário sobre o dia a dia da comunidade, mas ela acaba sentindo desejos pelo rapaz.                        |          |                                             |                     |                    |
| 163 | 28       | "Cuidado com a Previsão"                    | 3 de agosto de 2022 | 483                |
| Pablo abre um negócio atendendo como astrólogo. Suas previsões começam a dar certo e, ao ver o filho se dar bem, Graça também quer participar.                                                 |          |                                             |                     |                    |
| 164 | 29       | "O Pedido"                                  | 4 de agosto de 2022 | 484                |
| Geralda pede para Graça tomar conta da cobrança dos ingressos do teleférico. Ela aceita e começa a cobrar mais caro dos passageiros.                                                           |          |                                             |                     |                    |
| 165 | 30       | "Bodas de Porcelanato"                      | 5 de agosto de 2022 | 485                |
| No seu aniversário de casamento, Moacir quer fazer uma comemoração com Graça e ela tenta a todo custo descobrir a razão dele e Geralda terem terminado.                                        |          |                                             |                     |                    |

## 7ª Temporada (2025)
| Seq. | Episódio | Título                        | Estreias            | Código de produção |
| --- | -------- | ----------------------------- | ------------------- | ------------------ |
| 166 | 01       | "Graça - O Retorno"           | 29 de abril de 2025 | 486                |
| Ao se livrar do velho sofá, Graça causa uma confusão: ali estava o dinheiro do enxoval de Briti. A busca pelo móvel revela segredos e agita a comunidade.                     |          |                               |                     |                    |
| 167 | 02       | "Retrato Falado"              | 29 de abril de 2025 | 487                |
| Um retrato falado agita o bairro e Vilso se vê no olho do furacão. Enquanto a polícia investiga, segredos e mentiras vêm à tona, complicando a busca pelo verdadeiro culpado. |          |                               |                     |                    |
| 168 | 03       | "Então É Natal"               | 30 de abril de 2025 | 488                |
| Com a morte da líder comunitária, Graça vê a chance de assumir o cargo e arma um Natal perfeito. Mas tudo desanda quando Pablo surge de Papai Noel.                           |          |                               |                     |                    |
| 169 | 04       | "Troca Troca"                 | 01 de maio de 2025  | 489                |
| Um choque elétrico troca as personalidades de Graça e Briti. Maico tenta reverter a situação com métodos inusitados enquanto a vizinhança vira um verdadeiro caos.            |          |                               |                     |                    |
| 170 | 05       | "Baby Briti"                  | 02 de maio de 2025  | 490                |
| Briti decide ter um parto humanizado em casa, para desespero de Graça. O caos se instala com a chegada do bebê e a preocupação em sujar o novo tapete de Graça.               |          |                               |                     |                    |
| 171 | 06       | "Agora Eu Canto"              | 05 de maio de 2025  | 491                |
| Com segundas intenções, Graça pede ajuda ao pagodeiro Cleber para aprender a cantar e entrar no "The Masked Singer". Ela só não imaginava que ele também tinha um plano.      |          |                               |                     |                    |
| 172 | 07       | "Há Gases que Vêm para o Bem" | 06 de maio de 2025  | 492                |
| Graça prepara uma festa luxuosa para o neto, mas tudo sai do controle: a decoração desmorona, a comida é de massinha e os convidados passam mal.                              |          |                               |                     |                    |
| 173 | 08       | "Capim Canela"                | 07 de maio de 2025  | 493                |
| A "poção de libido" do Canário apimenta a vida de Moreira e de sua nova namorada. Mas tudo vira uma confusão quando alguém toma a poção por engano.                           |          |                               |                     |                    |
| 174 | 09       | "Tá Puxado!"                  | 08 de maio de 2025  | 494                |
| Vilso procura um novo emprego, mas um procedimento estético inesperado complica tudo. A família tenta ajudar e enfrenta reviravoltas e surpresas na busca pela oportunidade.  |          |                               |                     |                    |